# MaXXXine
Série X
Pearl
(2022)
Pour plus de détails, voir Fiche technique et Distribution.
MaXXXine est un film d'horreur américain écrit et réalisé par Ti West, sorti en 2024.
Troisième et dernier volet d'une trilogie entièrement réalisée par Ti West, il se déroule après les événements du premier film, X (2022). Le film suit Maxine Minx (Mia Goth) dans les années 1980 alors qu'elle essaye de percer dans l'industrie cinématographique à Los Angeles tandis qu'un tueur en série sème la terreur en ville.

## Synopsis
En 1985, soit six ans après avoir survécu au massacre orchestré par Pearl et Howard au Texas, Maxine Minx est désormais connue dans l'industrie pornographique à Los Angeles, néanmoins, elle souhaite devenir une star dans le cinéma traditionnel. Elle auditionne donc pour un rôle dans la suite du film d'horreur The Puritan.
Parallèlement, les événements du massacre de 1979 reviennent la hanter tandis qu'un tueur en série sème la terreur en ville.

## Fiche technique
Sauf indication contraire, les informations mentionnées dans cette section peuvent être confirmées par la base de données cinématographiques IMDb,  présente dans la section « Liens externes ».
- Titre original : MaXXXine
- Réalisation et scénario : Ti West
- Musique : Tyler Bates
- Décors : Jason Kisvarday
- Costumes : Mari-An Ceo
- Photographie : Eliot Rockett
- Montage : Ti West
- Production : Mia Goth, Jacob Jaffke, Ti West, Kevin Turen et Harrison Kreiss
  - Production déléguée : Len Blavatnik, Danny Cohen, Jeremy Reitz, Peter Phok, Scott Mescudi, Sam Levinson et Ashley Levinson
- Sociétés de production : Motel Mojave et Access Entertainment
- Sociétés de distribution : 
  - États-Unis : A24
  - Québec : VVS Films
  - France : Condor Distribution et Universal Pictures (sous Focus Features)
- Pays de production :  États-Unis
- Langue originale : anglais
- Format : couleur
- Genre : horreur, slasher
- Durée : 104 minutes
- Dates de sortie :
  - États-Unis : 24 juin 2024 (avant-première au TCL Chinese Theatre) ; 5 juillet 2024 (sortie nationale)
  - France : 4 juillet 2024 (avant-première au UGC Ciné Cité Les Halles / Pathé Beaugrenelle) ; 31 juillet 2024 (sortie nationale)
  - Canada et Québec : 5 juillet 2024
  - Suisse : 6 juillet 2024 (Festival international du film fantastique de Neuchâtel)
- Classification :
  - États-Unis : R - Restricted (Interdit aux moins de 17 ans non accompagné d'un adulte)
  - France : interdit aux moins de 12 ans
  - Québec : interdit aux moins de 16 ans

## Distribution
- Mia Goth (VF : Zina Khakhoulia ; VQ : Geneviève Bédard) : Maxine Minx
  - Charley Rowan McCain (VF : Emmylou Homs) : Maxine Miller enfant
- Elizabeth Debicki (VF : Déborah Perret ; VQ : Marie Bernier) : Elizabeth « Liz » Bender
- Moses Sumney (VF : Elias Changuel) : Leon Green
- Michelle Monaghan (VF : Marie Bouvier ; VQ : Geneviève Désilets) : la détective Williams
- Bobby Cannavale (VF : Charles Uguen ; VQ : Jean-François Beaupré) : le détective Torres
- Halsey (VF : Marie Chevalot) : Tabby Martin
- Lily Collins (VF : Émilie Rault) : Molly Bennett
- Giancarlo Esposito (VF : Thierry Desroses ; VQ : Alain Zouvi) : Teddy Knight
- Kevin Bacon (VF : Philippe Vincent ; VQ : Benoît Rousseau) : John Labat
- Simon Prast (en) (VF : Michel Dodane ; VQ : François Sasseville) : l'évangéliste Ernest Miller
- Chloe Farnworth (VF : Olivia Nicosia) : Amber James
- Sophie Thatcher (VF : Rebecca Benhamour) : l'artiste des effets spéciaux
- Ned Vaughn (en) : le présentateur du journal télévisée
- Larry Fessenden : l'agent de sécurité du studio
- Toby Huss : un coroner
- Uli Latufeku (en) (VF : Matthieu Albertini) : Shepard Turei

 Source et légende : version française (VF) sur RS Doublage  et carton cinématographique de doublage ; version québécoise (VQ) sur Doublage.qc.ca

## Production

### Genèse et attribution des rôles
Le film est annoncé officiellement en 2022 après la diffusion du deuxième film de la trilogie, Pearl, lors du festival international du film de Toronto 2022. Il est confirmé au même moment que Mia Goth reprendra le rôle de Maxine.
En avril 2023, il est dévoilé que Elizabeth Debicki, Moses Sumney, Michelle Monaghan, Bobby Cannavale, Lily Collins, Halsey, Giancarlo Esposito et Kevin Bacon ont rejoint la distribution.

### Tournage
Le tournage se déroule entre avril et mai 2023 à Los Angeles pendant sept semaines.

## Sortie

### Accueil critique
En France, le site Allociné propose une moyenne de 3,6⁄5, d'après l'interprétation de 32 critiques de presse.